# ボサンスカ・クルパ
ボサンスカ・クルパ（ボスニア語:Bosanska Krupa、クロアチア語:Bosanska Krupa、セルビア語:Босанска Крупа）は、ボスニア・ヘルツェゴビナの町、およびそれを中心とした基礎自治体であり、同国の北西部に位置している。同国を構成する2つの構成体のうち、ボシュニャク人やクロアチア人を主体としたボスニア・ヘルツェゴビナ連邦に属し、ウナ＝サナ県の一部である。

## 地理
ボサンスカ・クルパはボスニア・ヘルツェゴビナ連邦に属しており、ブジム（Bužim）、ツァジン（Cazin）、ビハチ、ボサンスキ・ペトロヴァツ（Bosanski Petrovac）、サンスキ・モスト（Sanski Most）、クルパ・ナ・ウニ（Krupa na Uni）の各自治体と接している。このうち、クルパ・ナ・ウニはボスニア・ヘルツェゴビナ紛争以前はボサンスカ・クルパ自治体の一部であったが、デイトン和平合意によってスルプスカ共和国の一部とされたことから、切り離された。

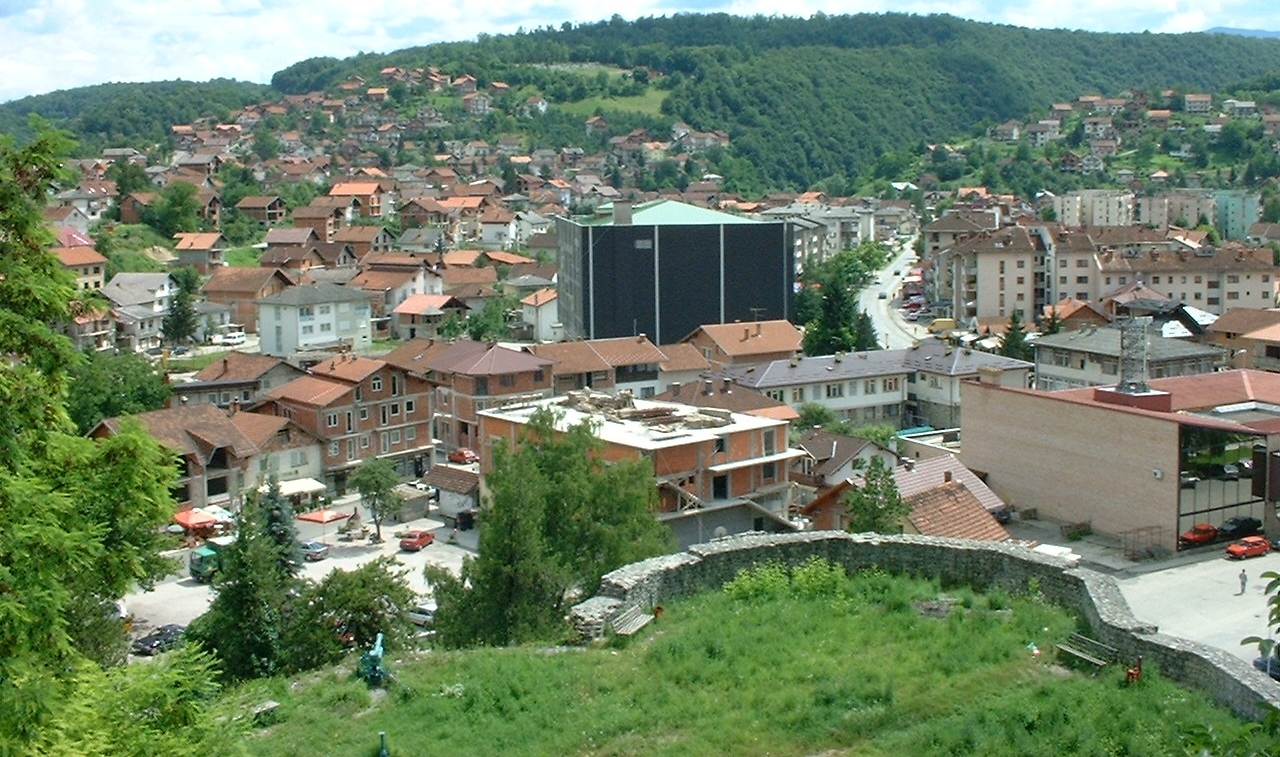
ボサンスカ・クルパ
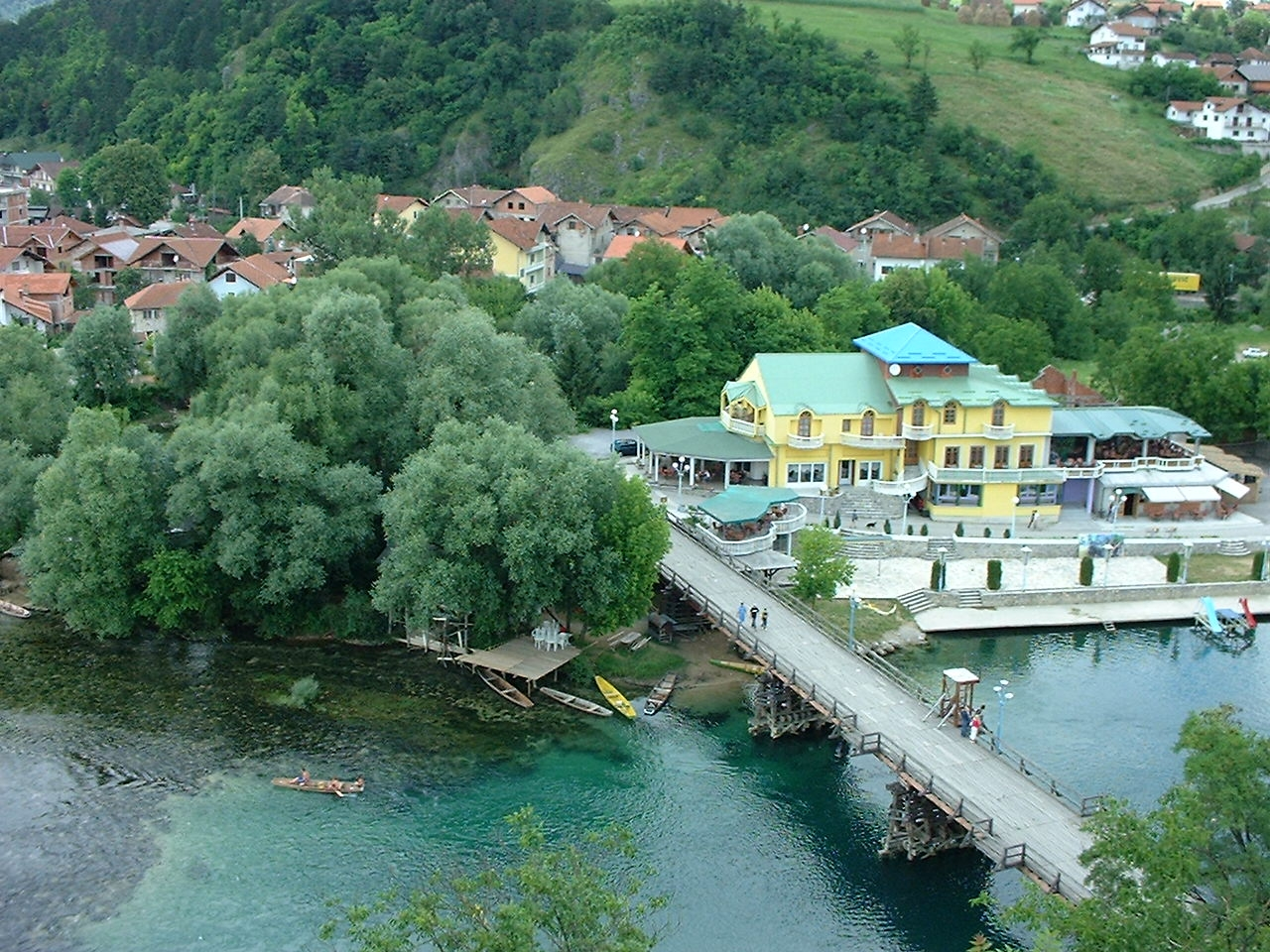
ウナ川とホテル（右）
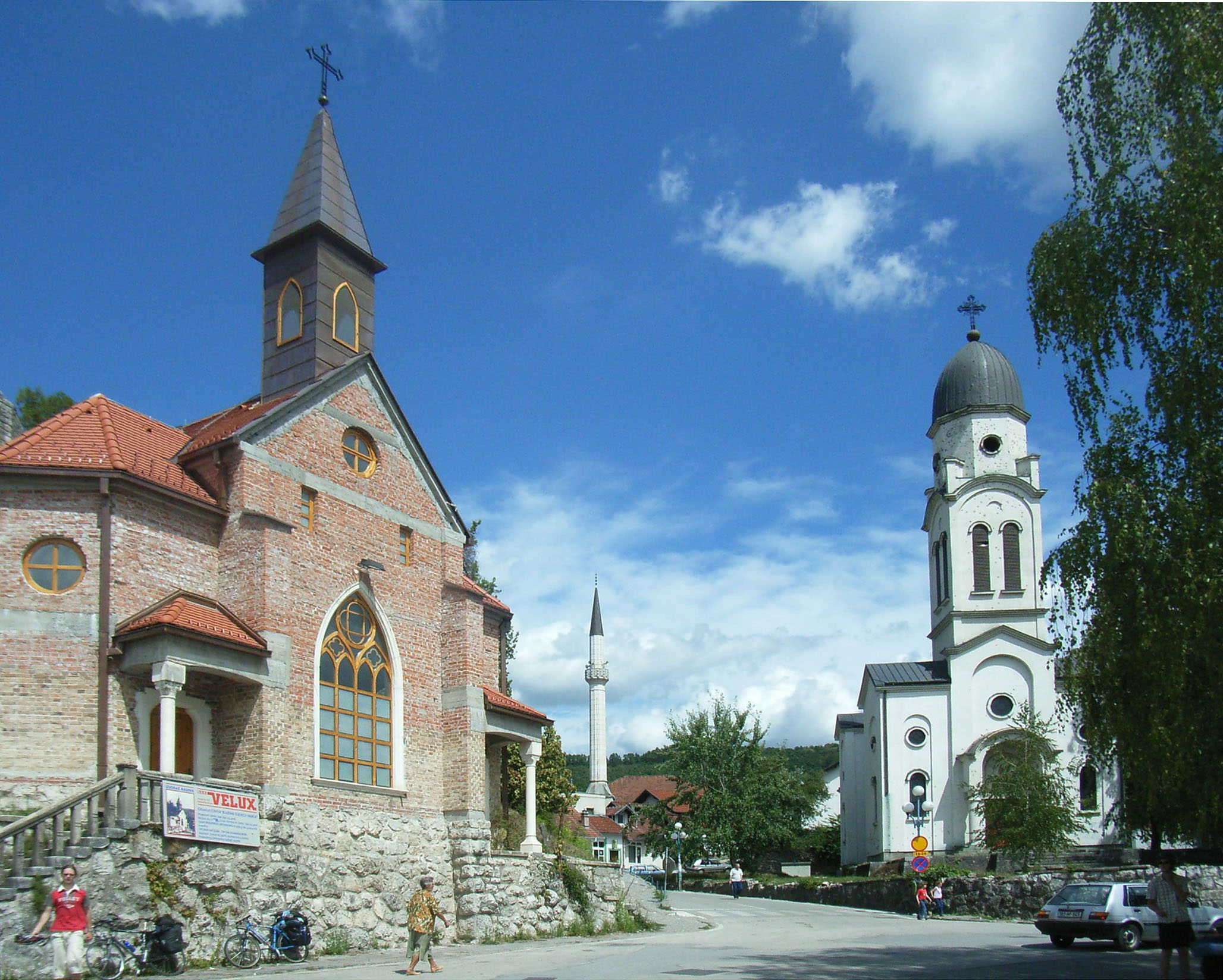
カトリック教会（左）、イスラム教のモスク（中央奥）、セルビア正教会（右）。3つの宗教の建造物が隣接している
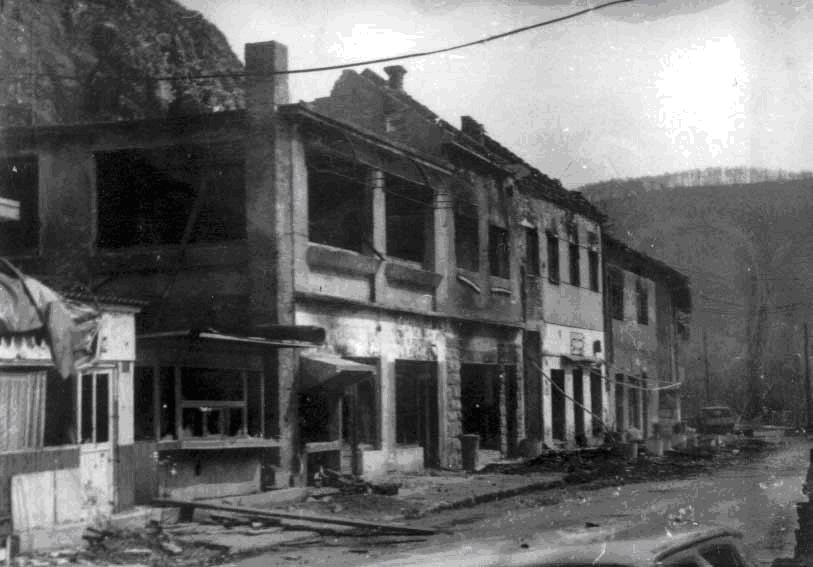
ボスニア・ヘルツェゴビナ紛争で破壊されたボサンスカ・クルパ
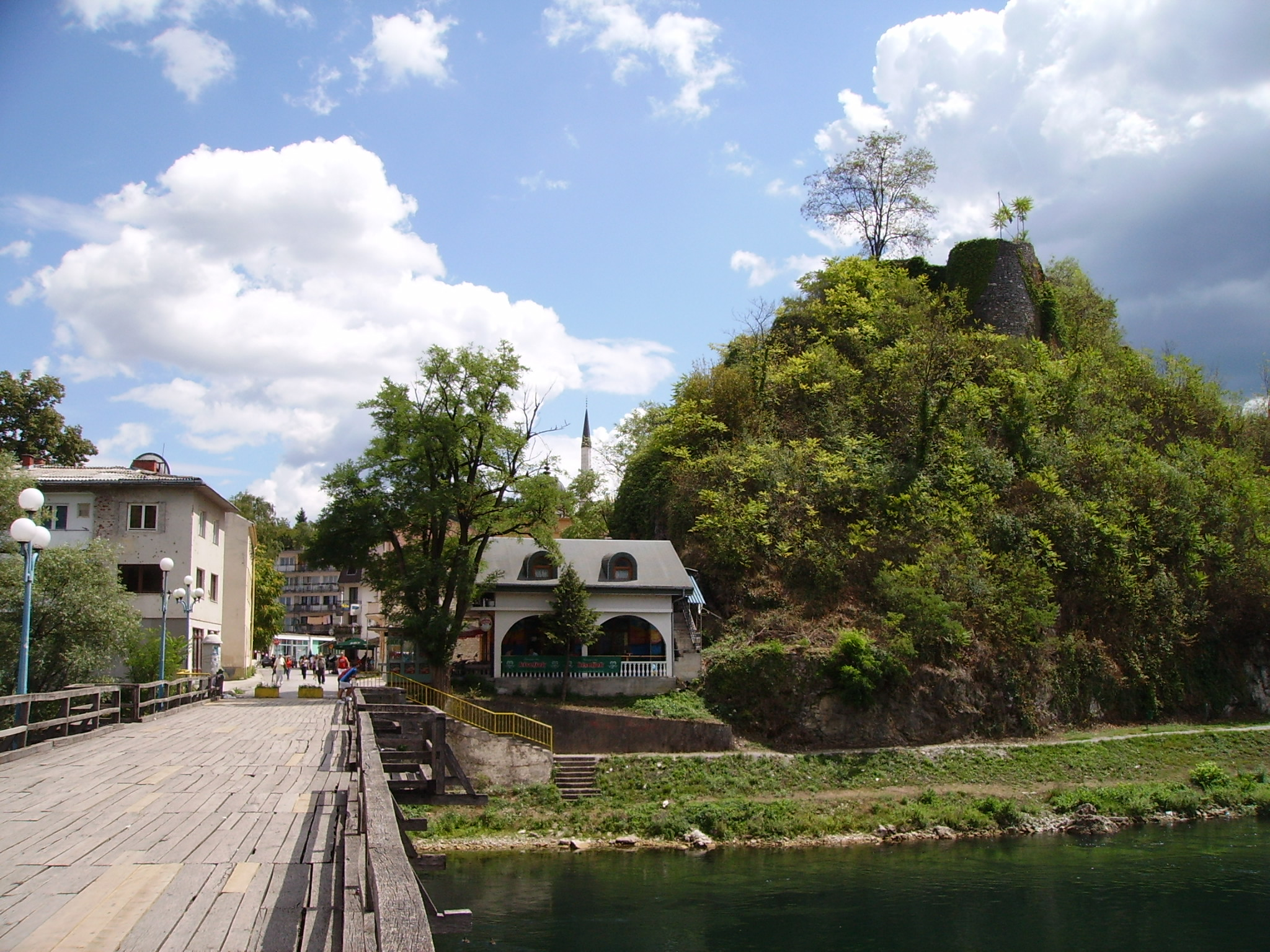
ボサンスカ・クルパ

## 住民構成
| ボサンスカ・クルパ自治体の住民構成 |            |        |            |        |              |       |                  |       |        |       |        |  |  |
| 年                                 | セルビア人 | %      | ムスリム人 | %      | クロアチア人 | %     | ユーゴスラビア人 | %     | その他 | %     | 合計   |  |  |
| 1961                               | 20,453     | 44.44% | 23,721     | 51.54% | 453          | 0.98% | 1,271            | 2.76% | 122    | 0.27% | 46,020 |  |  |
| 1971                               | 18,230     | 35.84% | 31,842     | 62.61% | 286          | 0.56% | 239              | 0.46% | 259    | 0.50% | 50,856 |  |  |
| 1981                               | 15,029     | 27.21% | 37,381     | 67.68% | 173          | 0.31% | 2,155            | 3.90% | 491    | 0.88% | 55,229 |  |  |
| 1991                               | 13,841     | 23.73% | 43,104     | 73.90% | 139          | 0.23% | 708              | 1.21% | 528    | 0.90% | 58,320 |  |  |
|                                    |            |        |            |        |              |       |                  |       |        |       |        |  |  |

2005年の時点では、住民の97%がボシュニャク人（ムスリム人）である。町にはおよそ2万5千人が暮らしている。